# Цифровой разряд
Цифровой разряд — одна из систем счётной Древнерусской тайнописи.

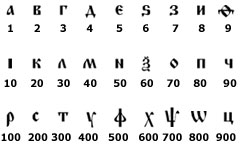
Буквенные обозначения цифр и чисел

В период русского средневековья не использовались арабские цифры. Числовое значение имели некоторые буквы кириллицы, такая система называлась «цифирь». Суть цифрового разряда заключается в сложении цифрового значения букв. Обычно буквы-цифры раздваивались, т. е. одна буква записывалась двумя цифрами. Чётные буквы делились пополам, нечётные складывались из приближённых половинок.

Пример
Буква К (како) означала число 20. Начертание КК, по системе цифрового разряда означало 20+20, то есть 40. Число 40 обозначалось буквой М (мыслете), то есть сочетание КК означало букву М.

Буква Е писалась как ГВ (3 + 2).
Самый старый из известных образцов такой тайнописи находится в псковском Апостоле 1307 г. (Собрание Большой Патриаршей библиотеки, № 722).